# Raksha

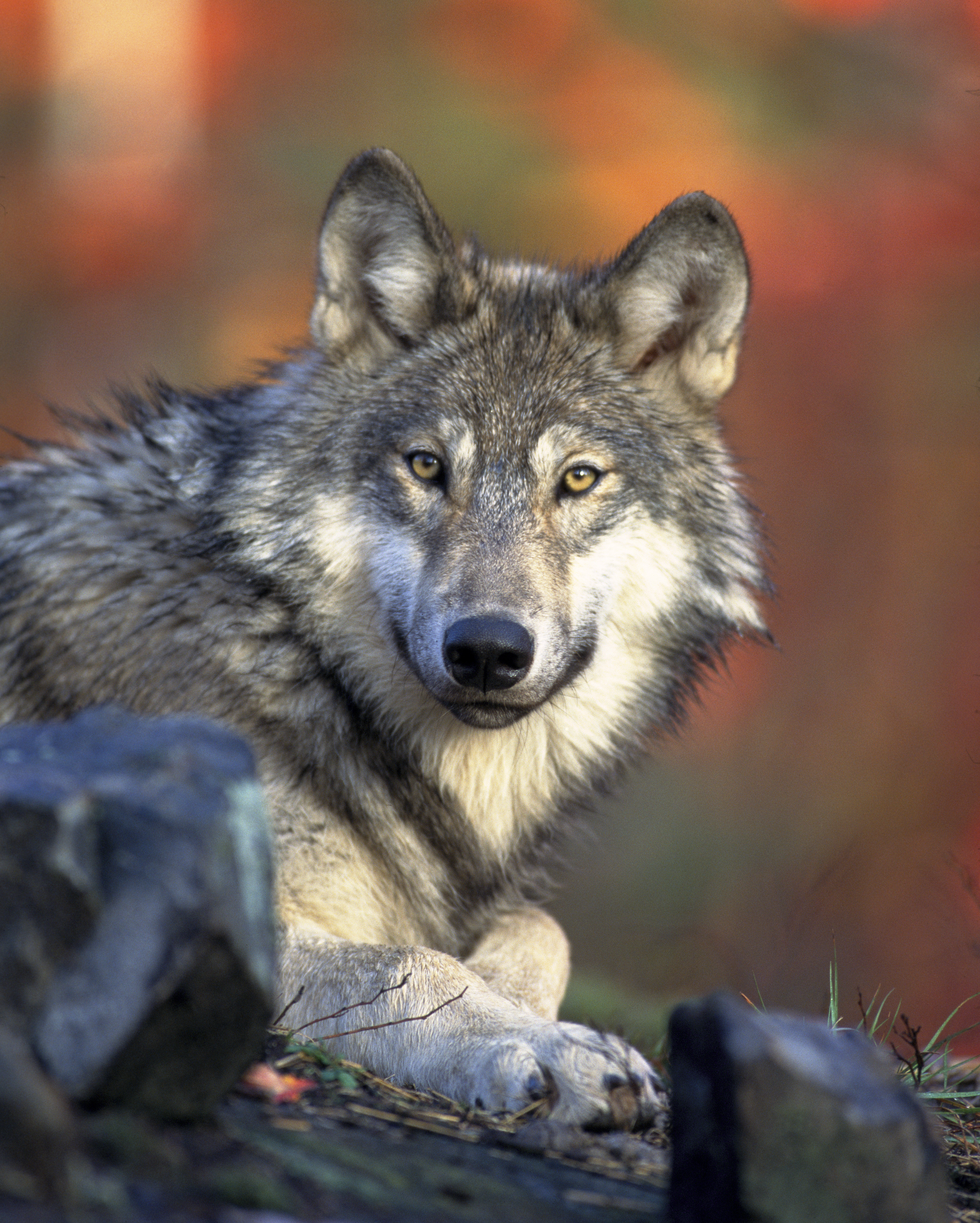
Het wolvenwijfje, teken van bescherming

Raksha is een personage uit Jungle Book. Ze is de moederwolf van een roedel in de jungle. Ze is de partner van Rama.
Nadat Akela het mensenjong Mowgli in de roedel had opgenomen, voedde Raksha hem op samen met haar andere jongen. Als de tijger Shere Khan Mowgli tracht te ontvoeren, beschermt zij het mensenjong met haar eigen leven. Het Hindi-woord voor "bescherming" is "raksha", vandaar de naam.
Ze speelt geen grote rol in het verhaal, maar ze verleent Mowgli wel morele steun tijdens zijn jeugd.

## Scouting
Raksha is de belangrijkste vrouwelijke welpenleidster. Ze staat voor bescherming en zorg. Chil en Raksha hebben een hechte band.